# 上田三平
上田 三平 （うえだ さんぺい、1881年3月15日 - 1950年12月19日 ）は、日本の考古学者。

## 略歴
- 1881年（明治14年）3月15日 - 小浜市羽賀、上田喜兵衛家に出生。
- 1904年（明治37年）、福井師範学校、文検、地理、日本史、東洋史合格。
- 1906年（明治39年）、同校附属小学校訓導、後に同校教諭。
- 1917年（大正6年）、福井県史蹟常任委員。
- 1921年（大正10年）、石川県史蹟名勝天然記念物調査嘱託。
- 1924年（大正13年）、奈良県史蹟名勝天然記念物調査嘱託。
- 1927年（昭和2年）、内務省史蹟名勝天然記念物調査会　史蹟調査嘱託（後に文部省に移管）。
- 1945年（昭和20年）、文部省史蹟調査会臨時委員。
- 1945年 - 1948年（昭和23年）、小浜へ疎開。
- 1950年（昭和25年）12月19日、横浜市に於て没。

次男、上田明（愛媛、千葉、埼玉県警察本部長等を経て、中国管区警察局長）。

## 著書
- 越前若狭地方の史蹟
- 史蹟を訪ねて三十余年
- 法隆寺出土古瓦の研究
- 奈良県における指定史蹟
- 島連太郎伝
- 日本薬園史の研究 等